# Puerto de impresora
Se denomina puerto de impresora a un tipo de puerto paralelo original de las computadoras usado, entre otras cosas, para imprimir.
Consta de un conector tipo "D" de 25 patillas en donde los datos tienden a ir en un solo sentido. En dicho puerto se emplean 8 bits de datos y 4 de control en la salida y otros 4 bits para la entrada. El resto de patillas corresponden a "masa" y quedan intercaladas entre las patillas de datos para evitar interferencias.
El método de transmisión es unidireccional (en una sola dirección) y muy sencillo. Un latch presenta en la salida el byte a imprimir. Inmediatamente la señal strobe se activa indicando que hay dato válido y al cabo de un tiempo se desactiva, para continuar con el siguiente byte.
El conector de la impresora se denomina centronics y tiene el mismo cableado y patillaje que el puerto D de la computadora pero es de mayor tamaño.
La principal ventaja del puerto paralelo de impresora es la sencillez del manejo e implementación, los voltajes son compatibles con TTL y al operar en banda base carece de circuitos de traducción y adaptación de señales. Simplemente con un decodificador de direcciones y uno o dos latchs se puede implementar un puerto paralelo.
- Datos: Q6092456